# Мікі 17
«Мікі 17» (англ. Mickey 17) — науково-фантастичний фільм південнокорейського режисера Пон Джунхо 2025 року. Головні ролі зіграли Роберт Паттінсон і Стівен Йон.
Літературною основою сценарію фільму став науково-фантастичний роман Едварда Ештона «Мікі-7». Головний герой — клон, який бере участь у колонізації крижаного світу Ніфльхейм. Це «відновлюваний співробітник», тобто після смерті його розум завантажують у нове тіло. Після шостої загибелі Мікі починає усвідомлювати свої відмінності від попередніх втілень. Під час сімнадцятої місії він на якийсь час втрачає зв'язок з базою, а коли повертається туди, бачить, що йому вже створили заміну, Мікі 18.

## Сюжет
У 2054 році Мікі Барнс і його друг Тімо через фінансову скруту (вони заборгували гроші лихварю) записуються в екіпаж космічного корабля, який летить із Землі колонізувати замерзлу планету Ніфльхейм. Тімо стає пілотом шатла, а Мікі — «відновлюваним співробітником». Використовуючи заборонену на Землі технологію друку тіл, Мікі отримує смертельні завдання, але його розум після кожної загибелі завантажується в нове тіло, ідентичне втраченому. Під час подорожі Мікі закохується в агентку безпеки Нашу.
Через чотири роки космічний корабель прибуває до Ніфльхейму. На планеті є інфекція, проти якої екіпаж розробляє вакцину, пожертвувавши декількома Мікі. Сімнадцята версія Мікі отримує завдання захопити для вивчення схожу на гусінь тварину. Він падає в тріщину в кризі, а Тімо, бувши не в змозі його витягнути, оголошує Мікі 17 загиблим. Однак тварини витягують Мікі 17 на поверхню.
Коли Мікі 17 повертається на корабель, то зустрічає більш агресивного Мікі 18. Керівник експедиції Маршалл проти існування більше, ніж одного клона, тому намагається вбити Мікі 17. Потім Мікі 18 намагається вбити Тімо, але йому це не вдається. Мікі 17 приводять на вечерю з Маршаллом, його дружиною Ілфою та агентом безпеки Каєм. Мікі 17 згодом дізнається, що йому дали експериментальну їжу та ліки, через які його мучить біль. Кай перешкоджає Маршаллу вбити Мікі 17, який тікає.
Наша дізнається про існування двох версій Мікі і приймає їх обох. Мікі 18, розлючений ставленням Маршалла до клонів, вирішує вбити його. На кораблі опиняються дві гусені («Люко» та «Зоко»), що спричиняє паніку в екіпажу. Мікі 17 ловить Зоко, а Кай убиває Люко. Наша перешкоджає Мікі 18 вбити Маршалла. Обоє клонів і Наша в результаті заарештовані. Корабель оточують гусениці.
В ув'язненні Наша зі слів Мікі 17 розуміє, що гусениці не становлять небезпеки. Тімо намагається вбити одного Мікі, але цього не дає зробити Наша. Маршалл стирає спогади Мікі, а Наша рятує Зоко. Ілфа та помічник Маршалла Престон пропонують законний спосіб позбутися клонів: доручити їм змагатися у зборі гусениць, і лишити живим переможця. Обоє Мікі одягають бронежилети з дистанційно керованими бомбами.
Мікі шукають ватажка гусениць, Маршаллу це набридає і він хоче вбити тварин. Мікі 17 попереджає гусениць про план Маршалла. Їхній ватажок погрожує вбити всіх людей, якщо Зоко не повернеться живим, і вбиває одну людину у відплату за смерть Люко.
Наша бере Ільфу в заручники, щоб забезпечити звільнення Зоко. Вона повертає Зоко до його зграї, а Мікі 18 бореться з Маршаллом. Мікі 18 підриває свою бомбу, вбиваючи себе та Маршалла. Ільфа скоює самогубство, а Престона та інших прибічників Маршалла ув'язнюють. Агент лихварки на кораблі намагається вбити Тімо, але той убиває його самого. Нашу обирають керівницею заснованої на Ніфльхеймі колонії. Вона закладає перший камінь будинку, а Мікі 17, повернувши собі ім'я Мікі Барнс, підриває пристрій для клонування.

## У ролях
| Актор               | Роль             |
| ------------------- | ---------------- |
| Роберт Паттінсон    | Мікі             |
| Наомі Акі           | Наша Аджайя      |
| Стівен Йон          | Берто            |
| Тоні Коллетт        | Гвен             |
| Марк Руффало        | Єронімус Маршалл |
| Голлідей Грейнджер  | Джемма           |
| Камерон Бріттон     | Аркадій          |
| Анамарія Вартоломей | Кай Катц         |
| Томас Тергуз        | солдат з базукою |

## Український Дубляж
- Студія: Постмодерн
- Режисер дубляжу: Катерина Брайковська
- Перекладач: Олеся Запісочна
- Звукорежисери: Геннадій Алексєєв та Андрій Желуденко
- Координатор: Юлія Кузьменко

Ролі дублювали:
- Мікі 17 та 18 — Іван Розін
- Маршал — Роман Чорний
- Ільфа — Людмила Ардельян
- Наша — Антоніна Хижняк
- Аркадій — Роман Солошенко
- Престон — Акмал Гурезов
- Тім — Денис Жупник
- Дороті — Єлизавета Зіновенко

А також: Ярослав Шахторін, Наталія Надірадзе, Дмитро Вікулов, Євген Локтіонов, В'ячеслав Дудко, Марія Мартинова, Євгеній Лісничий, Антон Кобилко, Вікторія Тишкевич, Кирило Татарченко, Володимир Терещук, Аліна Проценко, Роман Молодій, Юлія Воскобойнік, Павло Голов, Олена Бліннікова, Петро Сова, Ілона Бойко, Юрій Кухаренко, Сергій Солопай

## Виробництво
Про початок роботи над фільмом стало відомо у січні 2022 року. Режисером став Пон Чжун Хо, він також написав сценарій картини. Виробництвом зайнялася компанія Warner Bros. Головну роль зіграв Роберт Паттінсон.

## Прем'єра
«Мікі-17» вийшов у прокат у США 31 січня 2025 року. У березні 2024 року було оголошено, що фільм вийде в Південній Кореї 28 січня 2025 року, за три дні до світового релізу. У листопаді 2024 року світовий реліз фільму було перенесено на 18 квітня 2025 року, і його реліз взяла на себе компанія Companion. Місяць потому фільм було перенесено на нинішню дату, помінявши місцями з початковою датою виходу «Грішників». У січні 2025 року анонсували, що прем'єра фільму відбудеться на 75-му Берлінському міжнародному кінофестивалі в лютому 2025 року, а потім — у Південній Кореї 28 лютого 2025 року, за тиждень до його виходу в кінопрокат в інших країнах.

## Сприйняття
На агрегаторі рецензій Rotten Tomatoes 78 % критиків дали схвальні рецензії з середньою оцінкою 7,2/10. Консенсус вебсайту повідомляє: «„Мікі 17“ демонструє, що Пон Джунхо повертається до своєї жартівливої наукової фантастики з виснажливою соціальною критикою в основі, доводячи попутно, що ніколи не буває забагато Роберта Паттінсона». На Metacritic середньозважена оцінка склала 73 зі 100, вказуючи на «загалом схвальні» відгуки.
Роббі Коллін у The Telegraph писав, що фільм змінюється від фарсу до абсурдизму, до жахів і назад. Він нагадує «Окча» і «Снігобур» та може похвалитися порівняно еклектичним складом. Паттінсон, як і його персонаж, показує тут унікальність у морі схожості.
Як відгукнувся Джейкоб Оллер на AV Club, «Мікі 17» поєднує дуже різні теми від інопланетного життя до квазірасистської ідеології. Візуальні жарти Бонга та пародійна музика Чон Чжеіра пронизані гіркотою. На думку критика, Маршалл є явним натяком на Трампа, а концепція експлуатації клонів надто вторинна, але екологічний посил у стилі Ghibli і циклічна трагедія Мікі, що рясніє комізмом, складають безладну, проте розважальну наукову фантастику.
Денис Федорук на ITC.ua назвав «Мікі 17» фільмом, який прекрасно працює на емоційному рівні як соціальна сатира. Фільм має недоліки в темпі розвитку сюжету та надмірних гіперболах. Але Паттінсону вдається перевтілитися у двох протилежних за характером персонажів, через яких розкривається цінність життя. А Марк Руффало грає лиходія, в якому легко впізнати одночасно Дональда Трампа та Ілона Маска.